# Danail Yordanov
Danail Yordanov (en búlgaro: Данаил Йорданов; Dupnitsa, 1 de enero de 1967) es un deportista búlgaro que compitió en remo. Ganó una medalla de oro en el Campeonato Mundial de Remo de 1987, en la prueba de doble scull.

## Palmarés internacional
| Campeonato Mundial | Campeonato Mundial     | Campeonato Mundial | Campeonato Mundial |
| Año                | Lugar                  | Medalla            | Prueba             |
| ------------------ | ---------------------- | ------------------ | ------------------ |
| 1987               | Copenhague (Dinamarca) | Medalla de oro     | Doble scull        |